# Селенография
Селеногра́фия — раздел астрофизики, занимающийся описанием лунной поверхности.

## История
Зарождение селенографии обычно связывают с первыми телескопическими наблюдениями Галилео Галилея. В августе 1609 г. он с помощью телескопа выявил горы на Луне. О рельефе лунной поверхности Галилей писал: «Мы пришли к заключению, что поверхность Луны не гладкая и не ровная, и не в совершенстве сферическая, как полагал в отношении неё целый легион философов, а, напротив, неровная, шероховатая, испещрённая углублениями и возвышенностями».

### XVII век

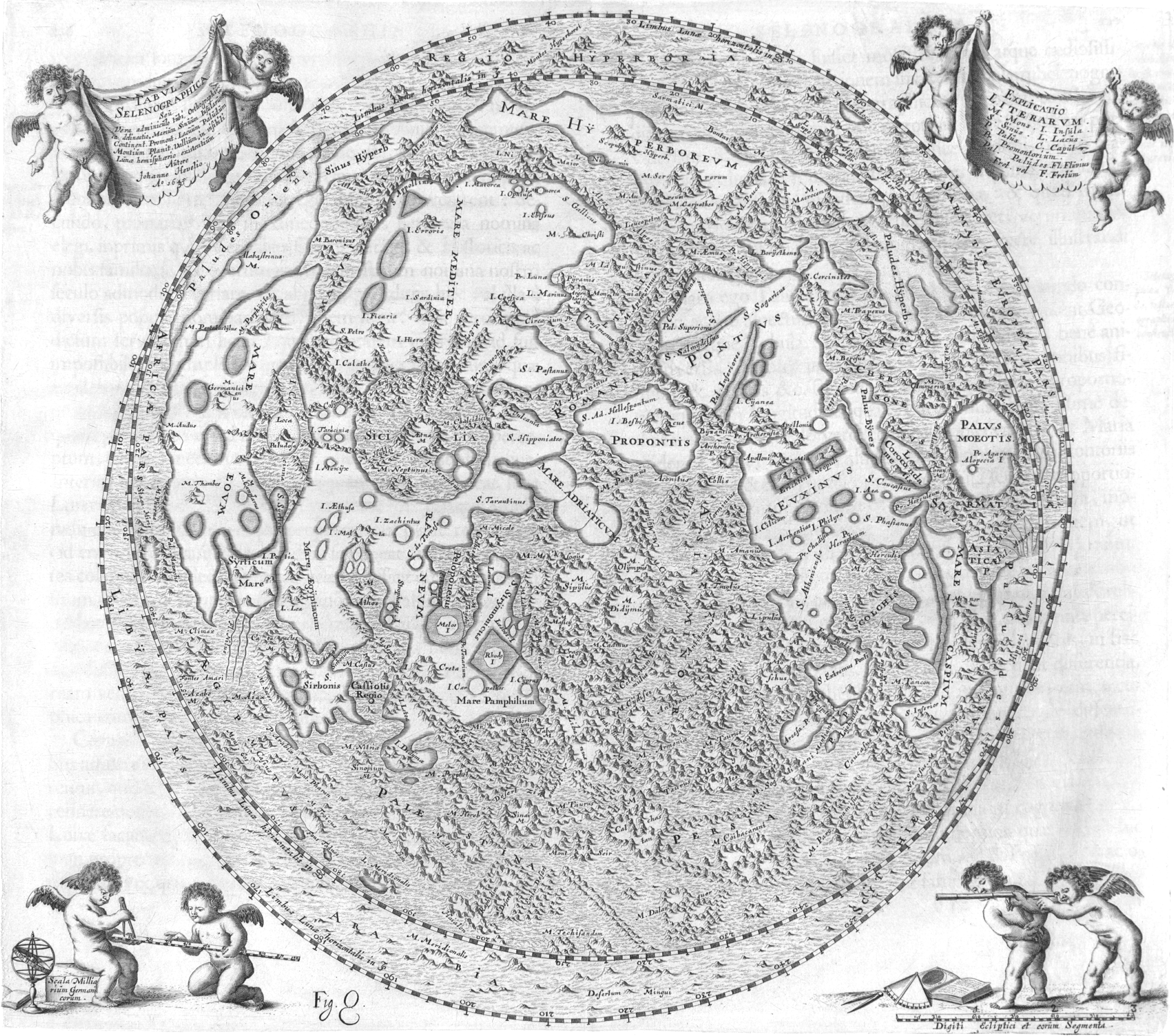
Карта Яна Гевелия

В 1619 году Кристоф Шейнер опубликовал первую карту Луны (диаметром около 10 см), на которой некоторые детали лунного рельефа изображены достаточно точно. В 1647 году польский астроном Ян Гевелий издал книгу «Селенография, или описание Луны», в которой поместил собственные зарисовки Луны при наблюдениях в телескоп. Однако лунные карты Гевелия не были подробными. Это было связано с тем, что Гевелий использовал телескопы с очень большим фокусным расстоянием (длина 5 м, диаметр объектива 15—20 см), которые сильно искажали изображение.
В 1651 году итальянский астроном-иезуит Джованни Риччоли положил начало номенклатуре деталей лунной поверхности. На составленной им карте Луны были присвоены наименования почти двумстам деталям.

### XIX век
В 1830—1837 гг. наблюдатели Луны и планет Вильгельм Бер и Иоганн Медлер опубликовали большую (диаметром около метра) карту Луны, на которой было отмечено уже 7735 деталей. Эта карта составила веху в истории селенографии, однако уже в 1878 г. немецкий астроном Юлиус Шмидт выпустил карту, содержащую 32 856 деталей.
В 1895 британский астроном Томас Элджер издал подробную карту Луны с топографическим описанием деталей её поверхности.
В 1897 г. Парижская обсерватория впервые издала большой фотоатлас Луны, а в 1904 г. аналогичный атлас опубликовал известный американский астроном Уильям Пикеринг.

### Хронология исследований Луны автоматическими станциями

#### Автоматические станции серии «Луна» (СССР, РФ)
| Название космического аппарата | Дата запуска |
| ------------------------------ | ------------ |
| «Луна-1»                       | 2.1.59       |
| «Луна-2»                       | 12.9.59      |
| «Луна-3»                       | 4.10.59      |
| «Луна-4»                       | 2.4.63       |
| «Луна-5»                       | 9.5.65       |
| «Луна-6»                       | 8.6.65       |
| «Луна-7»                       | 4.10.65      |
| «Луна-8»                       | 3.12.65      |
| «Луна-9»                       | 31.1.66      |
| «Луна-10»                      | 31.3.66      |
| «Луна-11»                      | 24.8.66      |
| «Луна-12»                      | 22.9.66      |
| «Луна-13»                      | 21.12.66     |
| «Луна-14»                      | 7.4.68       |
| «Луна-15»                      | 13.7.69      |
| «Луна-16»                      | 12.9.70      |
| «Луна-17»                      | 10.11.70     |
| «Луна-18»                      | 2.9.71       |
| «Луна-19»                      | 28.9.71      |
| «Луна-20»                      | 14.2.72      |
| «Луна-21»                      | 8.1.73       |
| «Луна-22»                      | 29.5.74      |
| «Луна-23»                      | 28.10.74     |
| «Луна-24»                      | 9.8.76       |
| «Луна-25»                      | 11.8.23      |

#### Автоматические станции серии «Зонд» (СССР)
| «Зонд-3» | 18.7.65  |
| «Зонд-5» | 15.9.68  |
| «Зонд-6» | 10.11.68 |
| «Зонд-7» | 8.8.69   |
| «Зонд-8» | 20.9.70  |

## Исторические карты Луны

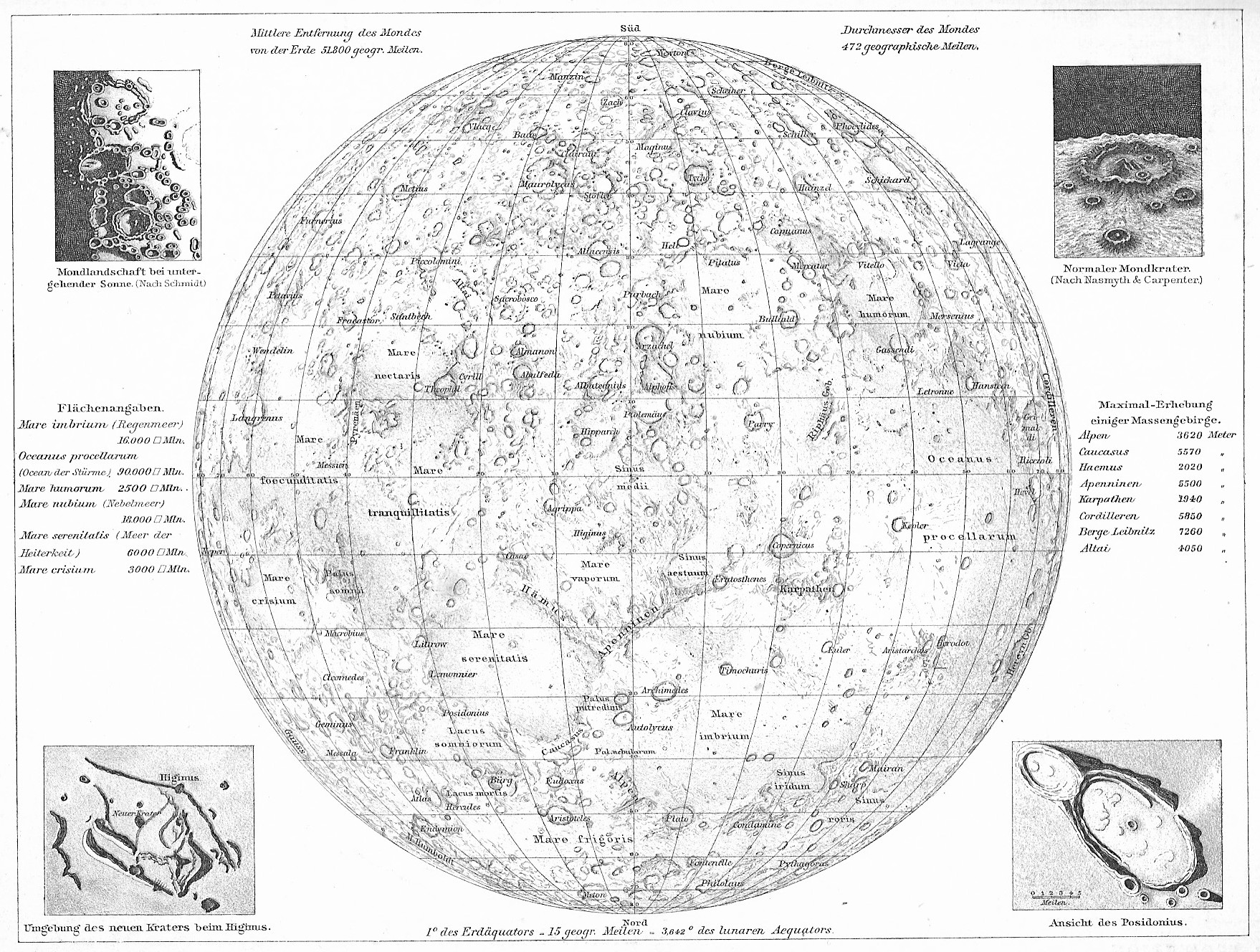
Карта Луны, 1881 год

- Лангрен, Михаэль ван, гравюра, 1645.
- Гевелий, Ян, Selenographia, sive Lunae descriptio, 1647.
- Риччоли, Джованни Баттиста и Гримальди, Франческо Мария, Almagestum Novum, 1651.
- Кассини, Джованни Доменико, гравюра, 1679.
- Майер, Тобиас, гравюра, 1749, опубликована в 1775.
- Шрётер, Иоганн Иероним, Selenotopografisches Fragmenten, 1-й том 1791, 2-й том 1802.
- Вильгельм Лорманн, Topographie der sichtbaren Mondoberflaeche, Лейпциг, 1824.
- Беер, Вильгельм и Медлер, Иоганн Генрих фон, Mappa Selenographica totam Lunae hemisphaeram visibilem complectens, Берлин, 1834-36.
- Эдмунд Нейсон, The Moon, Лондон, 1876.
- Шмидт, Иоганн Фридрих Юлиус, Charte der Gebirge des Mondes, Берлин, 1878.
- Элджер, Томас Гуин, The Moon, Лондон, 1895.
- Ян Крейгер, Mond-Atlas, 1898.
- Андел, Карел, Mappa Selenographica, 1926, Praha.

## Поверхность Луны
Традиционно на Луне выделяют два основных вида ландшафта — материки и моря. Лунный шар покрыт единым материковым щитом, в котором отдельными вкраплениями располагаются моря. Возможно, более подробные исследования выявят отдельные регионы внутри материкового щита Луны, но пока достаточно обоснованных и подробных данных на этот счет нет. Общая площадь морей на поверхности Луны составляет 16,9 %.
Основные лунные моря сосредоточены на видимом полушарии, крупнейшее из них — Океан Бурь. К нему примыкают Море Дождей с северо-востока, Море Влажности и Море Облаков с юга. В восточной половине видимого с Земли диска протянулись цепочкой с северо-запада на юго-восток Море Ясности, Море Спокойствия и Море Изобилия. К этой цепочке с юга примыкает Море Нектара, а с северо-востока — Море Кризисов.
На границе видимого и обратного полушарий расположено несколько небольших морей — Море Восточное (к западу от Океана Бурь), Море Краевое, Море Смита и Море Южное (к востоку от Моря Изобилия). На обратной стороне Луны есть лишь одно значительное образование морского типа — Море Москвы.
Несколько небольших образований морского типа, относительно обособленных от крупных формаций, носят название «озер». Образования, граничащие с морями и вдающиеся в материковые области, называются «заливами».
Моря отличаются от материковых областей тёмной поверхностью, более ровным рельефом и меньшим числом крупных кратеров на единицу площади — в среднем концентрация кратеров на материковой поверхности в 30 раз больше, чем в морях.
На краях морей правильной округлой формы и в больших кратерах с затопленным дном наблюдается резкий переход от тёмного вещества морей к светлым породам материков. В случае морей неправильной формы переходная зона иногда растягивается на несколько десятков километров.
Моря правильной формы (круговые) возникли, вероятно, в результате падения крупных метеоритов или планетезималей. В процессе их развития происходили обрушения валов и усложнение системы глубинных трещин. Недостаток массы поверхностных пород, выброшенных и рассеянных взрывом, привёл к тому, что вещество мантии под давлением глубинных расплавленных пород стало изливаться в поверхностные слои. Проходя по системе трещин, расплавы базальтового состава постепенно заполняли впадины. При такой модели находит объяснение факт совпадения масконов по местоположению с круговыми морями, так как местные гравитационные аномалии могут вызываться глубинным внедрением в кору вещества мантии.
Моря неправильной формы в большинстве случаев примыкают к круговым морям. Можно предположить, что расплавленные породы, образовавшие тёмное вещество морей неправильной формы, поступали не столько по глубинным каналам и трещинам, сколько по поверхности из соседних круговых морей.
Морские и материковые ландшафты располагаются на различных уровнях высот. В масштабах всей Луны разность средних уровней материков и морей достигает 2,3 км. В пределах видимого полушария это значение составляет 1,4 км. Средний уровень круговых морей ниже среднего уровня морей неправильной формы на 1,3 км, и ниже уровня материков почти на 4 км.
Основой структур на лунной поверхности, включая большинство морей, являются многокольцевые образования поперечником более 300 км. На видимом полушарии практически все подобные структуры заполнены морскими породами до границ внешнего кольца и являются круговыми морями. На обратной стороне в отдельных случаях можно проследить, как выглядела первоначальная многокольцевая структура (Море Восточное). Так, Море Дождей сохранило лишь одно из внешних колец в виде горных цепей Альп, Кавказа, Апеннин и Карпат.
Горные хребты и цепи на Луне схожи с аналогичными формами рельефа Земли, однако, за редким исключением, не являются самостоятельными типами образований, и под понятие «гор» попадают внешние и внутренние валы многокольцевых структур. В некоторых случаях они хорошо сохранились, в других — полуразрушены. Луна, по-видимому, никогда не обладала атмосферой и гидросферой, но тем не менее эрозия на ней происходит. Среди её причин можно выделить такие:
- резкие колебания температуры (от +120 до −150 °C);
- метеоритная бомбардировка;
- корпускулярное и коротковолновое излучение Солнца;
- вулканизм (в прошлом и, отчасти, в настоящем).

Характернейшая особенность лунного рельефа — обилие кольцеобразных гор, среди которых выделяли четыре типа образований:
- Лунный кратер — кольцевой горный хребет, на дне которого находится остроконечная центральная горка, иногда имеющая несколько вершин. Дно лунных кратеров обычно покрыто светлым веществом.
- Лунный цирк — кольцевой горный хребет (вал), ограничивающий гладкую долину (дно).
- Кратерное море — кольцевой горный хребет (вал), ограничивающий дно, имеющее тёмный (подобно морям) цвет.
- Пора (кратерочек) — углубление диаметром в несколько километров с вогнутым дном.

Сейчас эта условная классификация является устаревшей и все кольцевые формы лунного рельефа независимо от их размера именуют кратерами. К выпуклым формам лунного рельефа следует отнести пики. К протяжённым формам рельефа относят трещины и борозды.
Трещины — протяжённые отрицательные образования длиной в сотни километров при ширине в несколько сотен метров.
Борозды — отрицательные образования с менее крутыми склонами и более плоским дном. Их ширина обычно измеряется несколькими километрами. К этому типу образований следует отнести лунные долины, более широкие, чем борозды.
На поверхности некоторых лунных морей (Море Ясности) при благоприятном освещении выявляются так называемые валы — длинные и пологие возвышения.

### Таблица яркостей
Шрётером введена в употребление таблица, которой он пользовался для обозначения яркостей различных точек лунной поверхности. Она разделена на 10° и имеет следующий вид:
| 0°. Темные места. 1°. Темные с сероватым оттенком. 2°. Темно-серые. 3°. Светло-серые. 4°. Желтовато-серые. | 5°. Чисто-легко-серые. 6°. Белесовато-серые. 7°. Серовато-белые. 8°. Чисто-белые. 9°. Блестяще-белые. 10°. Ослепительно белые. |

Значениям этой шкалы соответствуют яркости следующих лунных образований:
0°. Все тёмные тени. 

1°. Тёмные части дна кратеров Гримальди и Риччоли. 

1½°. Внутренние части кратеров Бошкович, Бийи. 

2°. Дно кратеров Эндимион, Юлий Цезарь. 

2½°. Внутренние части кратеров Витрувий, Питат, Гиппал. 

3°. Внутренние части кратеров Тарутий, Теофил, Паррот, Флемстид. 

3½°. Внутренняя часть кратера Архимед. 

4°. Внутренняя часть кратера Птолемей. 

4½°. Поверхность вокруг кратеров Аристилл, Центрального залива. 

5°. Вал кратеров Араго, Буллиальд. Поверхность вокруг кратеров Кеплер и Архимед. 

5½°. Вал кратеров Пикар, Тимохарис. Полосы около кратера Коперник. 

6°. Вал кратеров Макробий, Флемстид. 

6½°. Вал кратеров Теэтет и Зонгрен, пик Ла-Гира. 

7°. Кратеры Аридей, Вихман, Кеплер. 

7½°. Кратеры Укерт, Эвклид. 

8°. Вал кратеров Годен, Коперник. 

8½°. Вал кратеров Прокл, Гиппарх. 

9°. Кратеры Местинг А, Мерсенн. 

9½°. Внутренние части кратера Аристарх. 

10°. Центральный пик кратера Аристарх.

## Формы лунного рельефа
Поверхность Луны можно условно разделить на типы: старая гористая местность с большим количеством кратеров и относительно гладкие и молодые лунные моря. Главная особенность обратной стороны Луны — её материковый характер.
Высоты и глубины на лунной поверхности отсчитывают от условной сферы определённого радиуса. В цифровых моделях лунного рельефа, составленных по альтиметрическим и стереоскопическим данным зонда Lunar Reconnaissance Orbiter, принята сфера радиусом 1737,4 км. Она же используется в предыдущей модели ULCN 2005 (построенной по измерениям «Клементины» и некоторым другим данным), а также в модели, созданной на основе измерений аппарата «Кагуя». Для измерений «Чанъэ-1» был использован уровень 1738,0 км. Для сравнения: средний радиус Луны равен 1737,153 ± 0,010 км.
Наибольшие глубины видимой стороны Луны (до 4 км) находятся в Океане Бурь. Море Ясности и Море Дождей имеют среднюю глубину около 2,5 км, Море Облаков — около 1 км, а Залив Зноя, находящийся в северной части Моря Облаков, лежит на высоте 3 км. В целом материковая часть видимой стороны Луны имеет высоты более 1 км. Высочайшая точка Луны (10,786 км) располагается на 5°24′45″ с. ш. 158°38′01″ з. д. / 5,4125° с. ш. 158,6335° з. д., а глубочайшая (−9,117 км) — на 70°21′36″ ю. ш. 172°29′33″ з. д. / 70,360° ю. ш. 172,4926° з. д. (обе на обратной стороне).
Лунные моря — самые крупные детали лунного рельефа. Это низменности с ровным дном, на котором есть отдельные складки и пики небольших горных вершин, залитых затвердевшей лавой. Она и окрашивает лунные моря в тёмный серовато-коричневатый цвет. Моря покрыты вулканическими породами, в основном базальтами, возраст которых оценивают в 3—4,5 млрд лет. Лунные моря в преобладающем количестве случаев округлые. Их размеры варьируют в пределах 200—1100 километров. На обращённом к Земле полушарии Луны моря составляют до 40 % территории, а на обратной стороне на них приходится менее 10 %.
Среди кратерных или так называемых круговых морей наибольшие размеры имеют Море Дождей, Море Ясности, Море Влажности, Море Нектара и Море Кризисов. На границах видимого и невидимого полушарий Луны земному наблюдателю частично видимы также Море Смита и ряд меньших кратерных морей.
Отличительная особенность морей кратерного типа — то, что каждое из них полностью или частично окружено гористым «берегом», который напоминает вал лунного кратера. Так имеется практически непрерывный переход от Моря Дождей с поперечником около 700 км к лунным кратерам, например, Струве диаметром 255 км или Гримальди с диаметром 192 км. Очертания единственного лунного океана — Океан Бурь — также неправильны, как и у некоторых лунных морей (Море Спокойствия, Море Краевое и другие).
Также порой условно на лунных морях выделяют так называемые заливы и озера.
На поверхности лунных морей при определённом освещении заметны извилистые возвышения — валы. Высота этих преимущественно пологих возвышенностей не превышает 100—300 метров, однако протяжённость может достигать сотен километров. Вероятно, они образовались из-за сжатия лавы при застывании.
В ряде мест, включая лунные моря и материковую часть, лунная поверхность растрескивалась, и при этом образовывались тектонические разломы, называемые лунными трещинами. Средняя длина трещин составляет примерно 100—120 км, а ширина и глубина достигает сотен метров. Наиболее крупный и известный разлом — Долина Альп, проходящая через лунный альпийский хребет. Она достигает длины 120 км при ширине 10—15 км и имеет сравнительно гладкое дно и крутые, обрывистые склоны. Другая трещина, располагающаяся возле кратера Триснеккер, достигает протяжённости в 350 км. Любопытна своей формой, напоминающей букву W, трещина Геродот, которая выходит из одноимённого кратера.
Согласно данным 2015 года, распределение многочисленных мелких надвигов на Луне указывает на участие в их образовании не только глобального сжатия спутника, но и приливных сил от Земли. Судя по хорошей сохранности этих надвигов и некоторым другим данным, они продолжали образовываться даже в течение последних 50 млн лет и, возможно, формируются до сих пор.

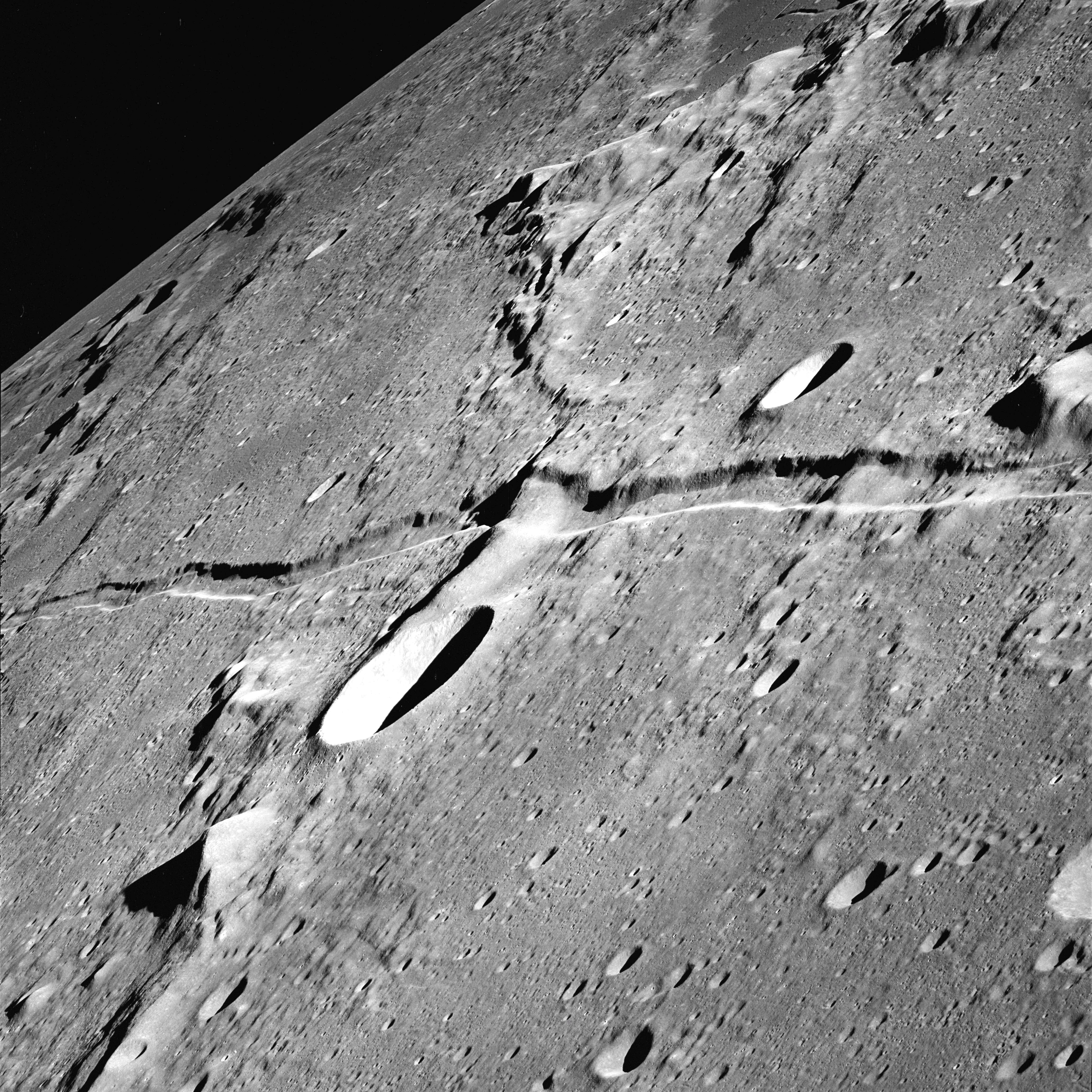
Борозда Аридея.

Также на поверхности Луны выделяют так называемые лунные борозды. В отличие от трещин, они напоминают русла высохших рек. Они относительно неглубоки, извилисты, имеют плоское дно и сглаженные берега.
Порой борозды начинаются в кратерах, но довольно часто их начало проследить затруднительно или вообще нельзя. Борозды имеют протяженность в сотни километров. В прошлом веке ряд астрономов считали лунные борозды руслами бывших высохших лунных рек. Сегодня принято считать, что извилистые борозды представляют собой «полустёртые» следы лавовых потоков.
На Луне есть ряд образований, возникших при вертикальном смещении одной из частей разлома относительно другой. Классический пример — так называемая Прямая Стена, находящая в Море Облаков. Она достигает высоты в 400 м при длине более чем 100 км.
Среди деталей лунного рельефа есть и так называемые купола, располагающиеся исключительно на поверхности лунных морей. Это небольшие гладкие возвышения диаметром около 15 км и высотой в несколько сотен метров. Они состоят из затвердевшей лавы и обычно покрыты множеством трещин и неровностей. Природа их до конца не понятна.
На Луне есть горы и горные хребты. Они окаймляют берега большинства морей и многих кратеров. Отдельные пики и небольшие горные хребты, находящиеся на поверхности некоторых лунных морей, вероятно, в большинстве случаев являются полуразрушенными бортами кратеров. Примечательно, что на Луне, в отличие от Земли, отсутствуют (или почти отсутствуют) линейные горные цепи, как то например Гималаи, Анды и Кордильеры на Земле.

### Номенклатура форм лунного рельефа
В настоящее время принята следующая номенклатура деталей лунной поверхности:
| Тип образования (рус.) | Тип образования (лат.) | Определение                                 |
| ---------------------- | ---------------------- | ------------------------------------------- |
| Море                   | Mare                   | Тёмная пониженная область                   |
| Озеро                  | Lacus                  | Тёмная пониженная область меньших размеров  |
| Болото                 | Palus                  | Пониженная область, менее тёмная, чем море  |
| Залив                  | Sinus                  | Часть моря, вдающаяся в материк             |
| Океан                  | Oceanus                | Обширная тёмная пониженная область          |
| Мыс                    | Promontorium           | Часть материка, вдающаяся в море            |
| Равнина                | Planitia               | Ровная низменная область                    |
| Долина                 | Vallis                 | Извилистая ложбина                          |
| Уступ                  | Rupes                  | Уступо- или обрывообразная форма            |
| Гора                   | Mons                   | Крупная возвышенность                       |
| Гряда                  | Dorsum                 | Линейная возвышенность неправильной формы   |
| Борозда                | Rima                   | Длинная, узкая, неглубокая линейная впадина |
| Кратер                 | Crater                 | Округлая впадина                            |
| Цепочка                | Catena                 | Цепочка кратеров                            |

### Лунные кратеры

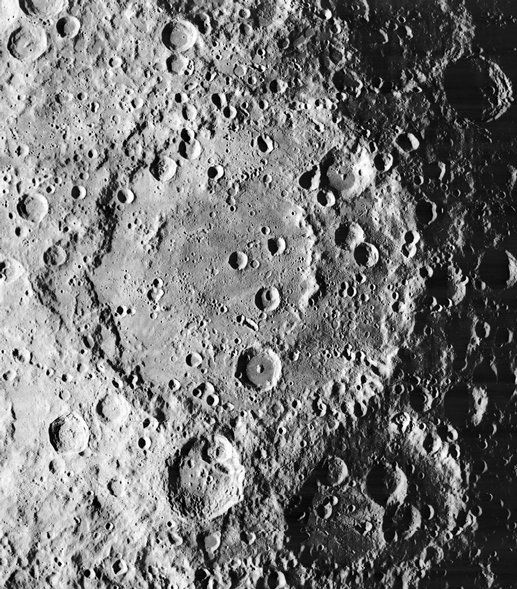
кратер Королёв

Кратерность — самая характерная особенность лунного рельефа. Самые крупные лунные кратеры находятся на обратной стороне Луны, например, кратер Королёв, Менделеев, Герцшпрунг и многие другие. В сравнении с ними кратер Коперник диаметром 90 км, находящийся на видимой стороне Луны, кажется очень небольшим. Также на границе видимой стороны Луны есть гигантские кратеры, такие как Струве диаметром 255 км и Дарвин диаметром 200 км. Некоторые кратеры обладают валами, поднимающимися над их дном на высоту до 9 км, например кратер Ньютон. Однако обычно вал крупных кратеров возвышается на 1—2 километра. Внешний склон вала всегда пологий, внутренний, как правило, более крутой. Некоторые кратеры имеют два, а порой и несколько концентрических вала. Дно некоторых кратеров, например, кратера Гримальди, гораздо темнее окружающей поверхности, и по окраске напоминает поверхность лунного моря.
Некоторые лунные кратеры (Коперник, Кеплер, Аристарх и другие) окружены светлыми ореолами и целой системой длинных светлых «лучей», которые радиально расходятся от кратера. В этом отношении показателен кратер Тихо, находящийся в южной части видимого полушария Луны. Некоторые из расходящихся от него светлых лучей имеют длину до 4000 км. Природа данных образований до конца не изучена и пока не вполне ясна. Вероятно, они образованы лунными горными породами, выброшенными из кратеров. Также установлено, что некоторые из светлых лучей образованы множеством мелких ударных кратеров.

## Селенографические координаты
Селенографические координаты аналогичны географическим и имеют такие же названия — широта и долгота.
- Селенографическая широта (β) — угол между радиусом, проведённым из центра Луны в данную точку лунной поверхности, и плоскостью лунного экватора. К северу от экватора широта положительна, называется северной и обозначается через N. К югу от экватора широта отрицательна, называется южной и обозначается через S.
- Селенографическая долгота (λ) — угол между плоскостью начального меридиана и плоскостью меридиана данного пункта лунной поверхности. Долгота положительна в восточной части лунного диска (в сторону Моря Кризисов) и обозначается через E и отрицательна к западу от начального меридиана (в сторону Океана Бурь, обозначается через W). Отсчёт селенографических долгот производится от начального меридиана, который определяется по кратеру Мёстинг А, расположенному почти в центре лунного диска. Координаты этого кратера — 3°12′43″ ю. ш. 5°12′39″ з. д. / 3,212000° ю. ш. 5,211000° з. д.G